# Platyja porphyrodes
Platyja porphyrodes är en fjärilsart som beskrevs av George Thomas Bethune-Baker 1906. Platyja porphyrodes ingår i släktet Platyja och familjen nattflyn. Inga underarter finns listade i Catalogue of Life.